# Геомаркетинг
Геомаркетинг (географічний маркетинг) — одна з дисциплін маркетингового аналізу, технологія прийняття рішень з використанням просторових даних у процесі планування і здійснення діяльності в сфері збуту продукції, управління просторово-розподіленими об'єктами, що характеризують споживача, конкурентну ситуацію і (обов'язково) інфраструктуру території.
Геомаркетинг (геомаркетингове дослідження) є формою маркетингового дослідження, що дозволяє проаналізувати зовнішні та внутрішні геопросторові (мають географічну прив'язку) показники компанії, різні аспекти її минулої, поточної та майбутньої діяльності, включаючи інфраструктуру і конкурентне середовище.

### Області застосування геомаркетингу
До теперішнього моменту геомаркетинг отримав широке поширення в наступних сферах:
- рітейл;
- охорона здоров'я;
- сільське господарство;
- освіта;
- банківський сектор;
- транспорт;
- юриспруденція,
- девелопмент.

### Типові завдання геомаркетингу
- вибір оптимального розміщення нового об'єкта;
- визначення ефективного шляхи використання наявного об'єкта
- планування маркетингових компаній з урахуванням розміщення клієнтів і цільової аудиторії
- оцінка фактичного і потенційного обсягів реалізації, а також їх прогнозування;
- планування території.

## Інструменти геомаркетингу
Геомаркетингові дослідження виконуються з використанням геоінформаційних систем (ГІС) або геомаркетинговими системами із залученням зовнішньої і внутрішньої соціально-економічної інформації щодо компанії і аналізованої території. Використання інформаційних технологій, як невід'ємна частина геомаркетингового аналізу, визначає геомаркетинг як суміжну дисципліну між інформаційним менеджментом і маркетингом.
У деяких ГІС розроблені спеціалізовані функції, спрямовані на рішення геомаркетингових завдань. Крім повноцінних геоінформаційних систем, які відрізняються високою вартістю та ліцензійними обмеженнями, завдання геомаркетингу та просторового аналізу можуть бути вирішені програмним забезпеченням з відкритим вихідним кодом, наприклад QGIS, браузерних ГІС та програмами для візуалізації даних.
Геомаркетингові системи бувають корпоративними, розвернутими на апаратних потужностях компанії і хмарними, які працюють з бізнес-моделям SaaS або DaaS. До останніх можна віднести геомаркетингову систему Геоінтеллект, задепоноровану в 2010 році. А також продукти Геоматрікс, Магістро. Ринок хмарних рішень розростається, кожна система індивідуальна і вирішує різні завдання. Важливою складовою будь-якої геомаркетингової системи є картографічні сервіси (або підготовлені базові карти), геодані про кількість населення в межах виборчих ділянок, населених пунктів, домогосподарствах, а також -про конкурентів і інфраструктурних об'єктах (точках інтересу або POI).В

## Методи геомаркетингових досліджень
Методи геомаркетингових досліджень, в цілому, відповідають геоінформаційним системам і методам просторового аналізу.
Найбільш поширені і затребувані наступні методи:
- побудова буферних зон (зони затоплення, видимості, поширення радіохвиль, доставки вантажів, ринкового охоплення і т. д.),
- маршрутизації (прокладання оптимального маршруту для доставки вантажів і т. ін.),
- аналіз положення щодо будь-яких об'єктів[4] (конкурентів, споживачів, постачальників і т. ін.),
- аналіз доступності[5] (піша, автомобільна і т. ін.),
- кількісні змінні (кількість пішоходів, автомобілів і т. д.),
- просторової статистики (регресійний аналіз[6], розподіл покупців, концентрації вантажів, розміщення магазинів і т. д.),
- мережевого аналізу (взаємозв'язку типу постачальник — продавець — покупець).

Крім геоінформаційних методів, важливими є демографічні, соціально-економічні та фізико-географічні характеристики територій різного просторового охоплення.

## Геопросторові дані
Основу геомаркетингових досліджень становлять просторові дані. Відмінною особливістю цих даних є наявність географічної прив'язки (координатної, адресної, реєстрової і т. д.). Одним з найбільш поширених форматів зберігання геоприв'язанних векторних даних є Shapefile. Просторові дані можуть збиратися CRM системами, передаватися пристроями що підтримують GPS-навігацію, геокодуватися за адресами. Важливу роль у наданні просторових даних грають геопортали, відкриті державні дані, а також проект OpenStreetMap.